# 카우딥테릭스
카우딥테릭스(Caudipteryx)는 중생대 백악기 전기(약 1억 3000만 년 전 ~ 1억 2000만 년 전)에 서식한 수각류의 깃털공룡이다. 조류와 같이, 깃과 꽁지가 있는 것이 특징이고, 부채꼴 모양으로 발달하고 있어서 새의 깃과 꽁지새라고도 불리지만 조류는 아니다. 전체 몸 길이는 약 1m정도이고, 2족보행으로 꽁지부분 외에도 앞다리를 비롯해 몸 전체적으로 털이 나 있다. 현재까지 8개 정도의 화석이 중국에서 발견되었다. 학명은 '꼬리 깃털'이란 의미를 갖고 있다. 식성은 육식이었다.

사람과 크기 비교
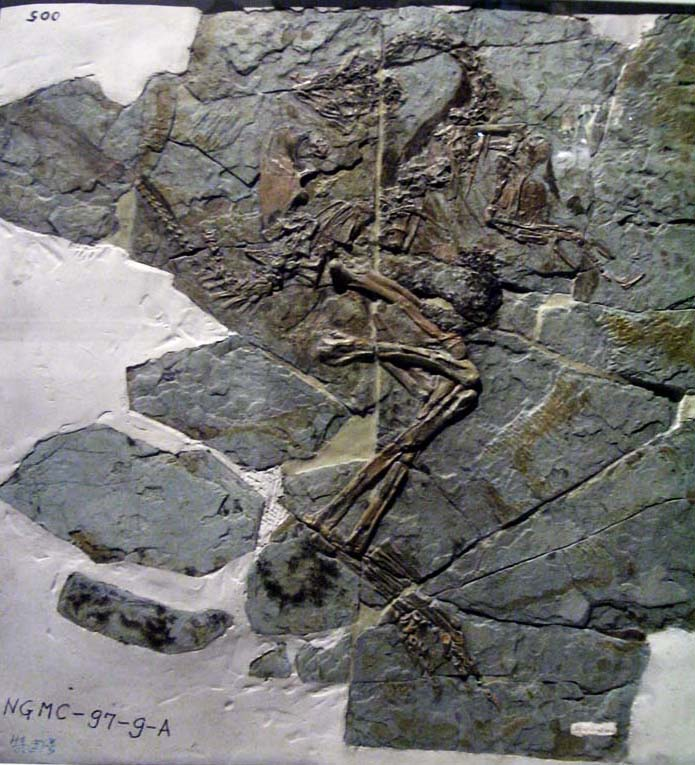
화석
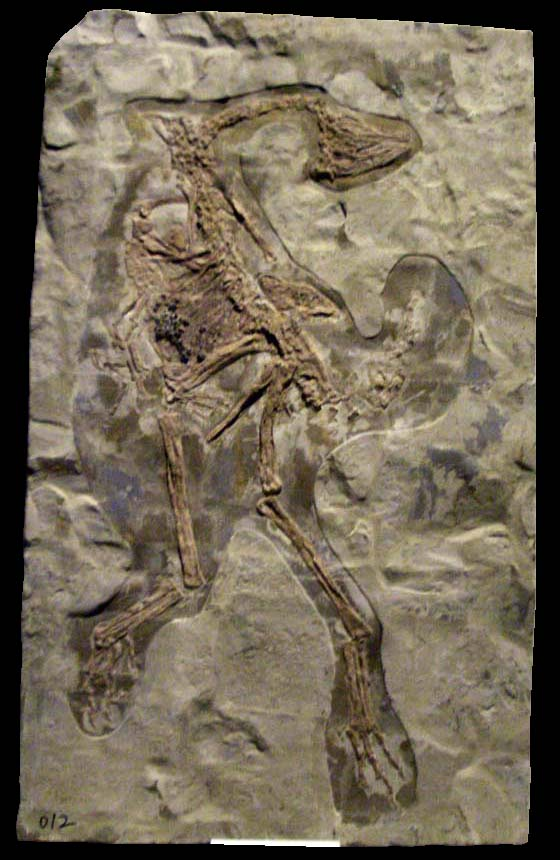
화석
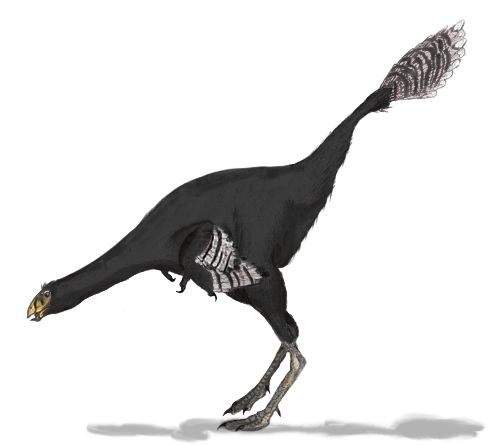
상상도